# Catedral de San Pedro (Bautzen)
La catedral de San Pedro (en alemán: Dom St. Petri; en alto sorabo, Katedrala swj. Pětra) es una iglesia interdenominacional en la ciudad alemana de Bautzen. Situadas en el corazón del "casco antiguo" de la ciudad, la iglesia y la plaza donde esta se ubica son una importante atracción turística.

## Historia

### Primeras iglesias
La primera iglesia fue construida alrededor del año 1000. Cerca del comienzo del siglo XIII, se construyó una catedral bajo la supervisión del obispo Bruno II. El obispo estableció la fundación católica en ese momento también. Esta primera catedral no era específicamente la catedral de San Pedro, ya que los patronos eran tanto Juan el Bautista como San Pedro.

### Catedral moderna

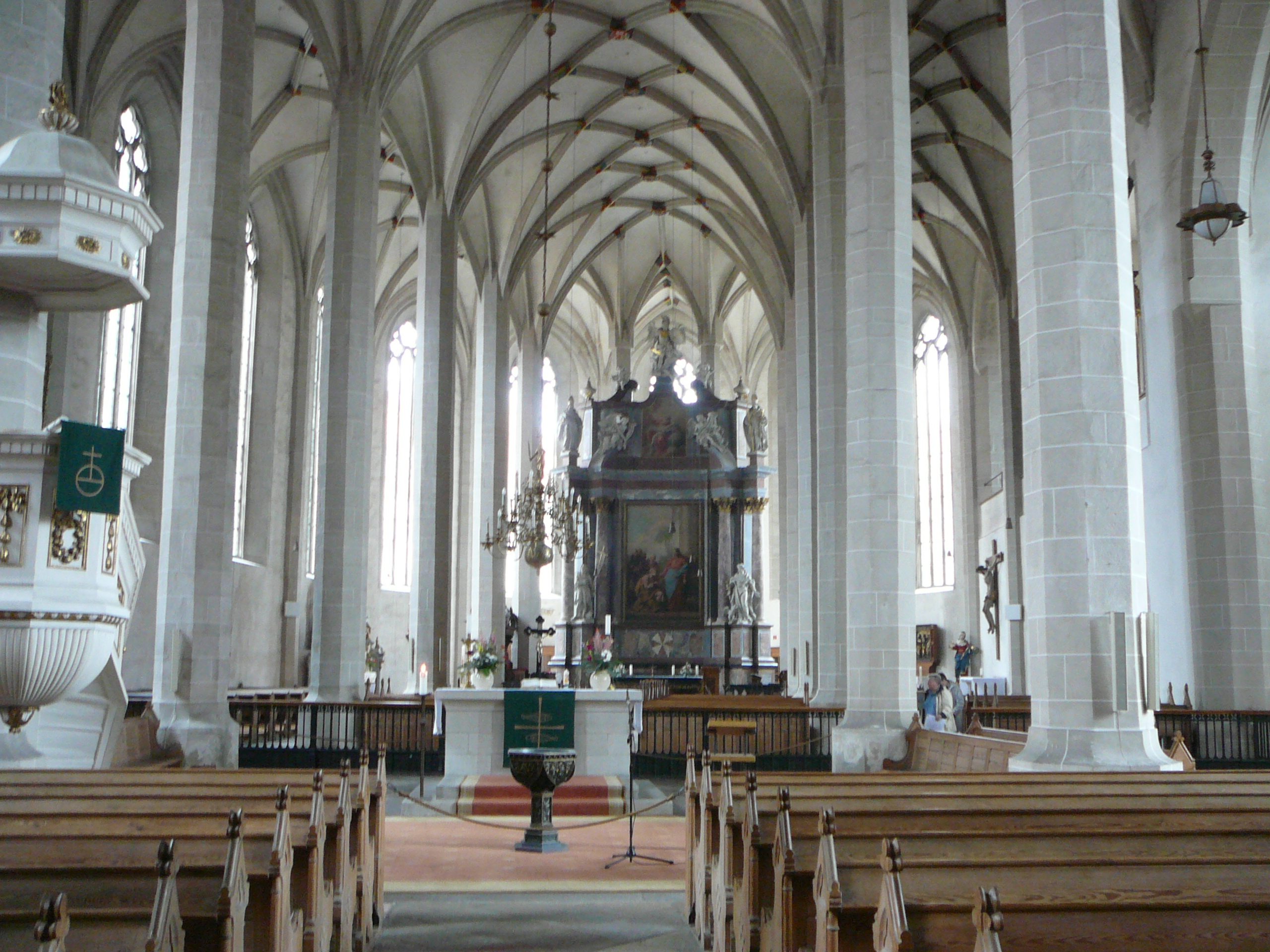
Interior de la catedral

Entre 1456 y 1463, fue construida la actual catedral que fue dedicada a san Pedro. Se agregó una cuarta nave a la edificación original. Un incendio diezmó gran parte de la ciudad y de la iglesia en 1634, y la iglesia requirió una nueva bóveda y un importante trabajo de restauración de todo el interior de la iglesia, con la excepción del estilo gótico original que aún se puede ver hoy. Varias ciudades llegaron a Bautzen para ayudar a reconstruir la ciudad y la catedral. Los nombres de muchas ciudades germánicas están escritos en los dinteles de la iglesia para conmemorar la reconstrucción de la catedral.
La iglesia es una mezcla de varios estilos arquitectónicos diferentes, destacando el gótico y el barroco. La iglesia primitiva era completamente una edificación gótica, pero desde entonces ha sido muy modificada. Hoy, solo partes del interior son de naturaleza gótica. La cúpula barroca se agregó a la torre en 1664.

### Etapa católica-luterana
En 1523, un pastor evangélico luterano comenzó a predicar en la iglesia. Desde 1530, los católicos y los luteranos han compartido el edificio.
Hoy en día, los altares católicos y luteranos están situados en lados separados del santuario. El alto altar católico fue construido en 1723. Fue diseñado por un estudiante de Balthasar Permoser, el mismo hombre que diseñó el Zwinger en Dresde  Los murales del altar fueron pintados por el pintor veneciano Pellegrini.